# Cady McClain
Cady McClain, geboren als Katie McClain (Burbank (California), 13 oktober 1969) is een Amerikaans actrice. Ze speelde onder meer in de soap All My Children (als Dixie Cooney van 1989 tot 1996, van 1998 tot 2002 en van 2005 tot begin 2007. In 2007 werd haar personage in All My Children vergiftigd. Daarnaast is McClain te zien in onder meer de film Home Movie (2008).
Vanaf 15 april 2002 speelde McClain in As the World Turns, waarin ze Yvonne Perry verving als Rosanna Cabot. Ze verliet As the World Turns in mei 2005. In Nederland was ze voor het laatst te zien op 9 maart 2007. In Amerika is McClain weer te zien in ATWT sinds 30 juli 2007. In november 2007 maakte McClain op haar officiële website bekend dat de nieuwe Rosanna-verhaallijn eerder dan verwacht stopte. Op 8 november 2010 maakte ze haar rentree in ATWT, om in 2011 weer te vertrekken. 
In 2004 won McClain een Daytime Emmy Award voor haar rol van Rosanna in As the World Turns.